# Köppelberg
Beim Köppelberg handelt es sich um einen denkmalgeschützten Weinberg auf dem Gebiet des Ortsteiles Schulpforte der Stadt Naumburg in Sachsen-Anhalt. Im örtlichen Denkmalverzeichnis ist er unter der Erfassungsnummer 094 30636 als Baudenkmal verzeichnet.

## Lage
Der Weinberg befindet sich westlich des ehemaligen Zisterzienserklosters Kloster Pforte im Denkmalbereich Kloster Pforte zwischen der kleinen Saale und der Bundesstraße 87. Er ist Teil des Landesweingut Kloster Pforta.

## Geschichte
Der Köppelberg ist eine Hügelkuppe, auf der nach einem Beschluss des Naumburger Bischofs und späteren Erzbischof von Magdeburg Wichmann von Seeburg im Jahr 1154 mit einer Aufrebung begonnen wurde. Die Bezeichnung des Bergs wandelte sich von Windlücke im Jahr 1551, zu Kübelberg im Jahr 1765 und ab 1867 zu Köppelberg. Auf dem Weinberg befanden sich früher Häuser und eine Kelterei; davon sind nur noch Reste vorhanden. Um 1900 wurde der Anbau von Wein eingestellt, jedoch 1975 wieder mit einer Aufrebung begonnen. Damit ist der Weinberg der älteste durch Zisterzienser angelegte Weinberg in der Saale-Unstrut-Region. Der Weinberg steht seit 2017 unter Denkmalschutz.